# Löddesborgs slott
Löddeborgs slott, även kallat Löddesnäs herrgård eller Löddesnäs gods, är ett slott byggt i början av 1860-talet i Löddeköpinge socken i västra Skåne. Slottet är beläget mellan Sandskogen och Vikhög. Slottet och godset stammar från 1810-talet.   

## Historia
I Löddeköpinge byggdes det flera torp under Löddesborgs slott under industrialismen under första hälften av 1850-talet. Torpen fungerade som bostäder för arbetare i området och marken ägdes av Löddesborgs gods. Ett av dessa områden är Lyckehusen i Löddeköpinge.